# Brice Beckham
James Brice Beckham (Long Beach, California, 11 de febrero de 1976) es un actor estadounidense, famoso por su papel de Wesley T. Owens en la serie de televisión Mr. Belvedere y por su papel de Corey en I Hate My 30's. Vive en Los Ángeles y es miembro del grupo de teatro Namaste, en Los Ángeles.

## Biografía
Beckham asistió a la Escuela Primaria Minnie Gant, Walter B. Hill Junior High School y la Escuela Secundaria Wilson, en Long Beach, California. Comenzó su carrera como actor en obras de teatro escolares. Realizó varios comerciales de radio, y más tarde apareció en un episodio de la serie de televisión Alice.
Tiene una hermana llamada Brooke.

## Filmografía
- Mister Belvedere (1985- 1990)
- Los años maravillosos(1991)